# Hispano-Suiza T49
La T49 è un'autovettura prodotta dal 1922 al 1930 dalla Casa automobilistica franco-spagnola Hispano-Suiza.

## Profilo e storia
La T49 fu introdotta come modello più economico rispetto alla contemporanea H6B. Anche la T49, prodotta per otto anni, era comunque un'auto economicamente impegnativa e non per molti. Le sue linee rimasero eleganti, indipendentemente dal carrozziere cui era affidato il compito di "vestirne" il telaio.
La T49 montava anch'essa un motore a 6 cilindri, che non era altro che una versione assai sottodimensionata dell'unità da 6.6 litri che equipaggiata la H6B. La sua cilindrata era infatti di 3746 cm³. Dalla "sorella maggiore", la T49 ereditò anche lo schema della distribuzione, a due valvole per cilindro mosse da un asse a camme in testa. L'accensione era a doppia candela per cilindro, mentre l'alimentazione era affidata ad un carburatore doppio corpo.
La T49 ebbe un discreto successo, ma niente di eclatante rispetto all'immensa popolarità riscossa dalla H6 nelle sfere più alte della società degli anni venti.
Fu tolta di produzione nel 1930 e fu sostituita due anni dopo dalla HS26.